# Tchaj-wan na Hopmanově poháru
Tchaj-wan startoval v Hopmanově poháru dvakrát. Poprvé se tenisté kvalifikovali v roce 2008 díky tomu, že vyhráli asijský Hopmanův pohár. Následující rok se kvalifikovali stejným způsobem.

## Tenisté
Tabulka uvádí seznam tchajwanských tenistů, kteří reprezentovali stát na Hopmanově poháru.
| Jméno      | Celkem V-P | Dvouhra V-P | Čtyřhra V-P | Poprvé | Počet startů |
| Sie Šu-wej | 3–8        | 1–5         | 2–3         | 2008   | 2            |
| Lu Jan-sun | 3–7        | 1–4         | 2–3         | 2008   | 2            |

## Výsledky
| Year   | Competition      | Location             | Opponent  | Score | Result |
| ------ | ---------------- | -------------------- | --------- | ----- | ------ |
| 2008   | Základní skupina | Burswood Dome, Perth | Srbsko    | 0–3   | Prohra |
| 2008   | Základní skupina | Burswood Dome, Perth | Argentina | 3–0   | Výhra  |
| 2008   | Základní skupina | Burswood Dome, Perth | Francie   | 0–3   | Prohra |
| 2009 1 | Základní skupina | Burswood Dome, Perth | Francie   | 0–3   | Prohra |
| 2009 1 | Základní skupina | Burswood Dome, Perth | Rusko     | 1–2   | Prohra |
| 2009 1 | Základní skupina | Burswood Dome, Perth | Itálie    | 0–3   | Prohra |

1 V zápasu proti Itálii Lu odstoupil a proto ve dvouhře a ve čtyřhře vyhrála Itálie automaticky.